# Victor Eoaeo
I. Victor Eoaeo – nauruański polityk. 
Reprezentował okręg wyborczy Ubenide. Członek Lokalnej Rady Samorządowej Nauru, Rady Legislacyjnej Nauru i Parlamentu Nauru. Pełnił funkcję przewodniczącego, a także wiceprzewodniczącego Parlamentu Nauru.